# Campostoma
Campostoma és un gènere de peixos de la família dels ciprínids i de l'ordre dels cipriniformes.

## Taxonomia
- Campostoma anomalum (Rafinesque, 1820)[2]
- Campostoma oligolepis (Hubbs & Green, 1935)
- Campostoma ornatum (Girard, 1856)
- Campostoma pauciradii (Burr & Cashner, 1983)
- Campostoma pullum (Agassiz, 1854)[3][4][5][6][7][8]